# Sonata para violín n.º 3 (Schumann)

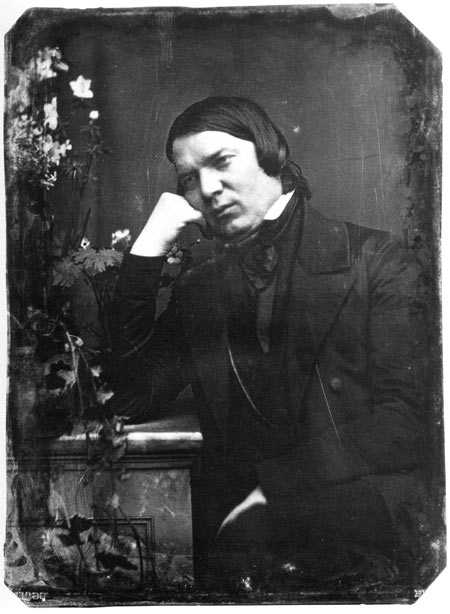
Robert Schumann en 1850.

El Sonata para violín y piano n.º 3 en la menor, WoO 27 es una pieza camerística compuesta por Robert Schumann en 1853, aunque no fue publicada hasta 1956.

## Historia
La génesis de esta pieza es inusual y plantea problemas de interpretación incluso hoy en día. A finales de septiembre de 1853, tanto Robert como Clara Schumann quedaron encantados con la visita de un joven carismático llamado Johannes Brahms, que se presentó en su casa con una carta de recomendación del gran violinista Joseph Joachim. El propio Joachim llegaría unas semanas más tarde, y su inminente llegada sugirió a Schumann un agradable proyecto: compondría con Brahms y otro joven discípulo, Albert Dietrich, una sonata para violín basada en las letras del lema personal de Joachim: "F-A-E" ("frei aber einsam" -"libre pero solitario"). Así pues Schumann, Brahms y Dietrich compusieron de forma colaborativa una obra en cuatro movimientos para violín y piano, a la que llamaron Sonata F-A-E. Schumann se encargó de los movimientos segundo y cuarto, Dietrich del primero y Brahms del tercero. Joachim tuvo que tocarla a su llegada y su tarea, más bien fácil, consistió en identificar a los compositores de cada movimiento.
Poco después, durante los tres últimos días de octubre, Schumann escribió dos movimientos adicionales para sustituir a los de Brahms y Dietrich que, junto con los dos que compuso para la Sonata F-A-E, conformaron su Sonata para violín y piano n.º 3. Esta es su última sonata para violín conservada y sería su última gran obra puesto que unos meses después sufrió un colapso mental debilitante y fue internado en una institución mental en Enderich, donde murió dos años más tarde.
En un primer momento, Clara, Joachim y Brahms se declararon encantados con la sonata así como con las Romanzas para violonchelo que Schumann escribió a principios de noviembre. No fue hasta mucho más tarde cuando Clara asoció esta música con la demencia de su marido; aparte de destruir las Romanzas, es muy probable que se deshiciera de la copia original del primer movimiento y del Scherzo de la tercera sonata para violín. Es de suponer que los dos movimientos de Schumann escritos para la Sonata F-A-E ya se habían difundido demasiado para que ella pudiera recuperar todas las copias. Por suerte se conservaron bocetos completos de los dos movimientos que faltaban; finalmente, se publicó una edición de la Sonata en 1956, en el año del centenario de la muerte de Schumann. La notación exacta de algunos pasajes sigue siendo cuestionable, debido a que el manuscrito no estaba pulido. Ni siquiera el orden de los movimientos está del todo claro; es posible que el Intermezzo debiera preceder al Scherzo, aunque según Steven Isserlis es algo improbable. Sin embargo, en conjunto, podemos estar seguros de que las ediciones disponibles hoy en día contienen el contenido de la sonata tal y como Schumann la concibió. En el boceto sólo falta un compás de la parte de piano del primer movimiento; y estamos muy agradecidos a Thomas Adès, que amablemente lo ha vuelto a componer para nosotros.
El problema que dejó para la posteridad en cuanto a la interpretación de esta sonata es que la obra está repartida entre dos manuscritos, cada uno conteniendo dos movimientos y sin indicación del orden en que deben interpretarse los cuatro. La elección preferida parece ser para el primer movimiento el Ziemlich Langsam y el segundo el scherzo Lebhaft, siendo estos dos los movimientos que Schumann compuso después de su colaboración en la Sonata F-A-E. Les siguen el Intermezzo: Bewegt, Doch Nicht zu Schnell y el Finale: Markiertes, Ziemlich Lebhaftes Tempo, ambos de la obra anterior. La música de la sonata es muy atractiva y se inscribe en el último estilo romántico de Schumann, desde el dramático y apasionado primer movimiento hasta el juguetón Scherzo y el bellísimo Intermezzo -probablemente el movimiento más memorable- y, finalmente, el animado y elegante Finale.
Antes de esta Schumann había compuesto dos sonatas para violín y piano que fueron creadas bastante más tarde que otras piezas camerísticas suyas que han alcanzado más renombre, tales como los Tres cuartetos de cuerda Op. 41, el Quinteto con piano Op. 44 y Cuarteto con piano Op. 47. Las sonatas presentan un abanico de desafíos y recompensas diferente al de esas creaciones anteriores. Los signos del inminente colapso de Schumann son ciertamente evidentes ya en su primera sonata para violín, pero no por una deficiencia de valor musical sino porque las complejidades dramáticas y psicológicas de la obra hablan por sí solas. No obstante, la segunda sonata generalmente es considerada como la superior de las dos sonatas de 1851.

## Estructura y análisis
La sonata consta de cuatro movimientos:
- I. Ziemlich langsam, en la menor 3
4
- II. Lebhaft, en 3
8
- III. Intermezzo. Bewegt, doch nicht zu schnell
- IV. Finale. Markiertes, ziemlich lebhaftes Tempo

La interpretación de la pieza dura aproximadamente entre 20 y 25 minutos.

### I.Ziemlich langsam
El primer movimiento, con la indicación Ziemlich langsam que significa "Bastante lento", está escrito en la tonalidad de la menor y en compás de 3/4. La sonata completa es una pieza ciertamente extraña pero extraordinaria y fascinante. Desde los grandiosos acordes iniciales de la introducción sabemos que se trata de una declaración importante, como si Schumann supiera que iba a ser una obra de despedida. Es una música de contrastes extremos: la pasión desenfrenada del primer movimiento se ve interrumpida por el tranquilo segundo tema, impregnado de esa intimidad tan especial que distingue a Schumann de cualquier otro compositor.

### II.Lebhaft
En el segundo movimiento va marcado como Lebhaft que quiere decir "Animado"; está escrito en re menor y en compás de 3/8. Es muy original, incluso se podría describir como experimental. Es imposible saber si la sección del scherzo dura sólo ocho compases y va seguida de dos tríos, o si la primera sección del "trío" es en realidad el scherzo principal, con una melodía cantada sobre el ritmo danzante.

### III.Intermezzo. Bewegt, doch nicht zu schnell
El tercer movimiento titulado Bewegt, doch nicht zu schnell que es "En movimiento, pero no demasiado rápido". Se trata de un intermezzo conmovedor y mágico que puede transmitir una fuerte sensación de despedida.

### IV.Finale. Markiertes, ziemlich lebhaftes Tempo
El cuarto y último movimiento está marcado como Markiertes, ziemlich lebhaftes Tempo que es "No demasiado rápido". Es un Finale repleto de humor excéntrico, con una alocada fuga que ocupa toda la sección de desarrollo y una coda que estalla en una asombrosa llamarada de fuegos artificiales virtuosos. Isserlis comenta que el pobre Joachim debió sufrir un leve paro cardíaco cuando le tocó leerla a primera vista. Es una conclusión apropiada para una obra que redondea la carrera de Schumann como compositor de formas a gran escala.

## Discografía selecta
- 2007 – Schumann: Las sonatas para violín y piano. Jennifer Koh, Reiko Uchida (Cedille Records 95).
- 2011 – Schumann: Las sonatas para violín. Roland Pöntinen, Ulf Wallin (BIS BISSACD 1784).
- 2012 – Schumann: Obras de cámara. Cuarteto Gringolts, Ilya Gringolts, Dmitry Kouzov, Peter Laul (Onyx Classics, Onyx 4097).